# Down with the King (canção)
Down with the King foi o segundo e último single do sexto álbum de estúdio de Run-D.M.C., Down with the King. Apresentou Pete Rock & CL Smooth com Pete Rock produzindo a canção.
Após três singles sem sucesso do álbum anterior do grupo, "Down with the King" se tornou o segundo maior hit de Run-D.M.C. depois de "Walk This Way", alcançando o número 21 na Billboard Hot 100 e se tornando seu único single a atingir a posição topo da parada Hot Rap Singles.
O videoclipe, que foi dirigido por Marcus Raboy, recebeu bastante rotação e apresentou participações de Eazy-E, Redman, Kris Kross, Jermaine Dupri, Onyx, Salt-n-Pepa, KRS-One, EPMD, A Tribe Called Quest, Kid Capri, Das EFX, P.M. Dawn e Naughty by Nature. A canção contém samples de "Where Do I Go", de Galt MacDermot, e do single "Run's House", lançado pelo grupo em 1988. "Down with the King" recebeu o certificado de disco de ouro pela RIAA em 11 de Maio de 1993.

## Lista de faixas do sinle

### Lado-A
1. "Down with the King"- 5:00

### Lado-B
1. "Down with the King" (Instrumental)- 5:18
2. "Down with the King" (Radio Version)- 4:15

## Desempenho nas paradas musicais
| Parada musical (1993)                        | Maior posição |
| -------------------------------------------- | ------------- |
| Billboard Hot 100                            | 21            |
| Billboard Hot R&B/Hip-Hop Singles & Tracks   | 9             |
| Billboard Hot Rap Singles                    | 1             |
| Billboard Hot Dance Music/Maxi-Singles Sales | 12            |
| Billboard Rhythmic Top 40                    | 33            |